# 277 до н. е.

## Події
- Римські консули — Публій Корнелій Руфін (вдруге) і Гай Юній Брут Бубульк (вдруге)[1]
- Відбулась битва при Кранітських  пагорбах — битва Піррової війни між самнітами та римлянами. Військо самнітів завдало поразки римському війську Публія Корнелія Руфіна і Гая Юнія Брута Бубулька.[2]
- В Македонії встановилося правління династії Антигонідів. Першим правителем став Антигон II Гонат, син Деметрія I Поліоркета, який об'єднав під своєю владою Македонію і більшу частину грецьких полісів[3].
- Битва при Лісімахії
- Битва за Кротон
- Облога Кассандрії
- Облога Ериксу
- Облога Лілібею

## Померли
- Сосфен — цар Македонії.
- Церетрій — кельтський цар у Фракії.